# The Flintstones: The Treasure of Sierra Madrock
The Flintstones: The Treasure of Sierra Madrock est un jeu vidéo de plates-formes édité par Taito en 1994 sur Super Nintendo. Il s'agit d'une adaptation de la série d'animation La Famille Pierrafeu.